# Die letzten Tage der Emma Blank
Die letzten Tage der Emma Blank (Originaltitel: De laatste dagen van Emma Blank) ist ein niederländischer Spielfilm des Regisseurs Alex van Warmerdam aus dem Jahr 2009. Der Film enthält tragikomische Elemente bis hin zu grotesken Details.

## Handlung
In einem abgelegenen Landhaus an der niederländischen Küste lebt Emma Blank zusammen mit ihren Bediensteten. Ihr Diener Haneveld koordiniert den Alltag, Bella führt ihr die Küche, Gonnie fungiert als ihr Dienstmädchen, Meier dient ihr als Faktotum. Vervollständigt wird der Haushalt durch Theo, einen Mann mittleren Alters, der von allen wie ein Hund behandelt wird und sich auch dementsprechend benimmt. Emma Blank tyrannisiert ihr Personal, das darüber keine Miene verzieht, sie unterwürfig umsorgt und als „gnädige Frau“ anredet. 
Nach und nach erst wird das Beziehungsgeflecht der Protagonisten enthüllt: Emma und Haneveld sind miteinander verheiratet, Gonnie ist ihre Tochter. Theo, Bella und Emma sind Geschwister, Meier ist der Sohn von Bella und somit auch der Cousin von Gonnie, in die er verliebt ist. Gonnie ihrerseits unterhält eine Beziehung zu Martin, der einzigen Person, die nicht im Haus lebt. Haneveld schließlich hat ein sexuelles Verhältnis mit Bella, seiner Schwägerin.
Emma ist dem Tode geweiht, und alle Mitglieder der Hausgemeinschaft warten nur noch auf ihr Ableben. Sie haben einen Pakt geschlossen: Emma darf sich als Hausherrin aufführen, wie sie möchte, ihre Tyrannei wird toleriert. Als Ausgleich hierfür werden sie einmal Emmas Vermögen erben.
Die Lage eskaliert, als Emma zu verstehen gibt, dass die Erbschaft nicht wie erwartet ausfallen wird. Von diesem Zeitpunkt an wird sie von allen ignoriert und nicht mehr mit Nahrung versorgt. Während eines Schwächeanfalls fixiert Theo sie mittels Heftklammern in ihrer Kleidung an den Holzboden, die anderen lassen ihn gewähren. Martin jedoch beobachtet durchs Fenster die Tat und wird deshalb von Theo ermordet, der inzwischen die Rolle des Hundes abgelegt hat. Schließlich stirbt Emma an Auszehrung und wird neben dem Haus in eine bereits ausgehobene Grube geworfen. Um der Möglichkeit zuvorzukommen, dass Theo, der sich als Hund bereits in eindeutiger Absicht an Gonnie gerieben hatte, sich an der jungen Frau vergeht, erschlägt Haneveld auf Bellas Betreiben seinen Schwager vor aller Augen und stößt ihn zu Emma ins Grab. 
Gonnie erteilt Meier eine endgültige Abfuhr, denn seine Zuneigung zu ihr hatte ihr lediglich als Schutz vor Theos Übergriffigkeit gedient, und so kann nichts mehr sie in der Gemeinschaft halten.

## Szenische Details
In einer ausgedehnten Szene zu Beginn des Filmes sitzt das Personal gemeinsam am Küchentisch, löffelt Suppe und diskutiert. Haneveld bemerkt erst nach geraumer Zeit, dass sein Suppenteller vollständig mit einer durchfeuchteten Krawatte gefüllt ist.
Theo behält die ihm zugewiesene Rolle als Haushund konsequent bei. Als Meier einen Ball wirft und ihn ermuntert, diesen zu apportieren, fügt er sich dieser Aufforderung jedoch erst, nachdem ihm bewusst wird, dass Emma ihn beobachtet.

## Kritik
Der Fernsehsender Das Erste kommentiert: „Bei der rabenschwarzen Komödie Die letzten Tage der Emma Blank bleibt einem mehr als einmal das Lachen im Halse stecken. … Der preisgekrönte Regisseur Alex van Warmerdam gilt als Spezialist für schrägen und makabren Humor. Auf Momente skurriler Komik lässt er Situationen von ausgesuchter Bösartigkeit folgen.“
Der Tagesspiegel merkt an: „Was die freundlichidyllische Darstellung seelischer Abgründe betrifft, erinnert der Film an Vorbilder von Luis Buñuel und Claude Chabrol. Alex van Warmerdam mag deutlich hinter diesen Meistern zurückbleiben, aber das Kino braucht Epigonen wie ihn, wenn es Traditionen fortsetzen will.“

## Auszeichnungen (Auswahl)
Die Produktion gewann im Jahr 2009 bei den  Internationalen Filmfestspielen von Venedig die Auszeichnung Label Europa Cinemas und beim Niederländischen Filmfestival das Goldene Kalb. Im gleichen Jahr wurde der Film auch beim Internationalen Filmfestival Warschau nominiert.